# Linos (syn Amfimarosa)
Linos – poeta i muzyk. Postać z mitologii.
Linos był uznawany za syna Amfiramosa i jednej z muz (Uranii, Kaliope lub Terpsychory). Zdolny muzyk, wpadł na przykład na pomysł zastąpienia używanych dotąd w lirach lnianych strun przez struny z jelit. Przypisywano mu wynalezienie rytmu i melodii. Nauczył się też podobno od Kadmosa alfabetu fenickiego i to on dopiero dał każdej z liter nazwę i ostateczny kształt. Uważał się jednak za lepszego muzyka od Apollona i rozgniewany bóg zabił go.
Wedle jednej z wersji mitu Linos syn Amfiramosa był nauczycielem Heraklesa (wedle niektórych autorów był to inny Linos). Herkales okazał się jednak mało pojętnym uczniem i Linos często, wpadłszy w gniew bił go, do dnia kiedy udręczony karami Herakles chwycił potężny kamień uderzył nim Linosa i zabił go. Mówiono również, że zabił go nie kamieniem, ale pałeczką do uderzania w struny liry, plektronem.

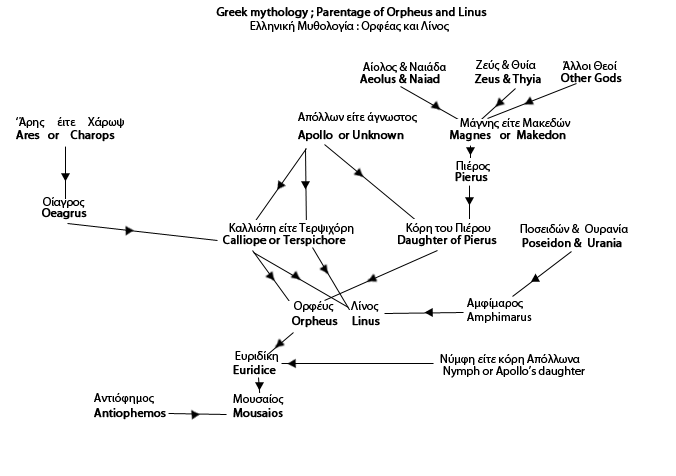
Pokrewieństwo Linosa

W epoce klasycznej cytowano różne „pisma Linosa”. Przypisywano mu zwłaszcza traktaty filozoficzne i mistyczne. Wraz z rozwojem postaci Linosa zmieniano jego genealogię czyniąc go synem Hermesa, boga wiedzy, lub Ojagrosa, ojca Orfeusza. U późnych autorów Linos coraz bardziej zlewał się z Orfeuszem.